# Villa Manin-Kechler

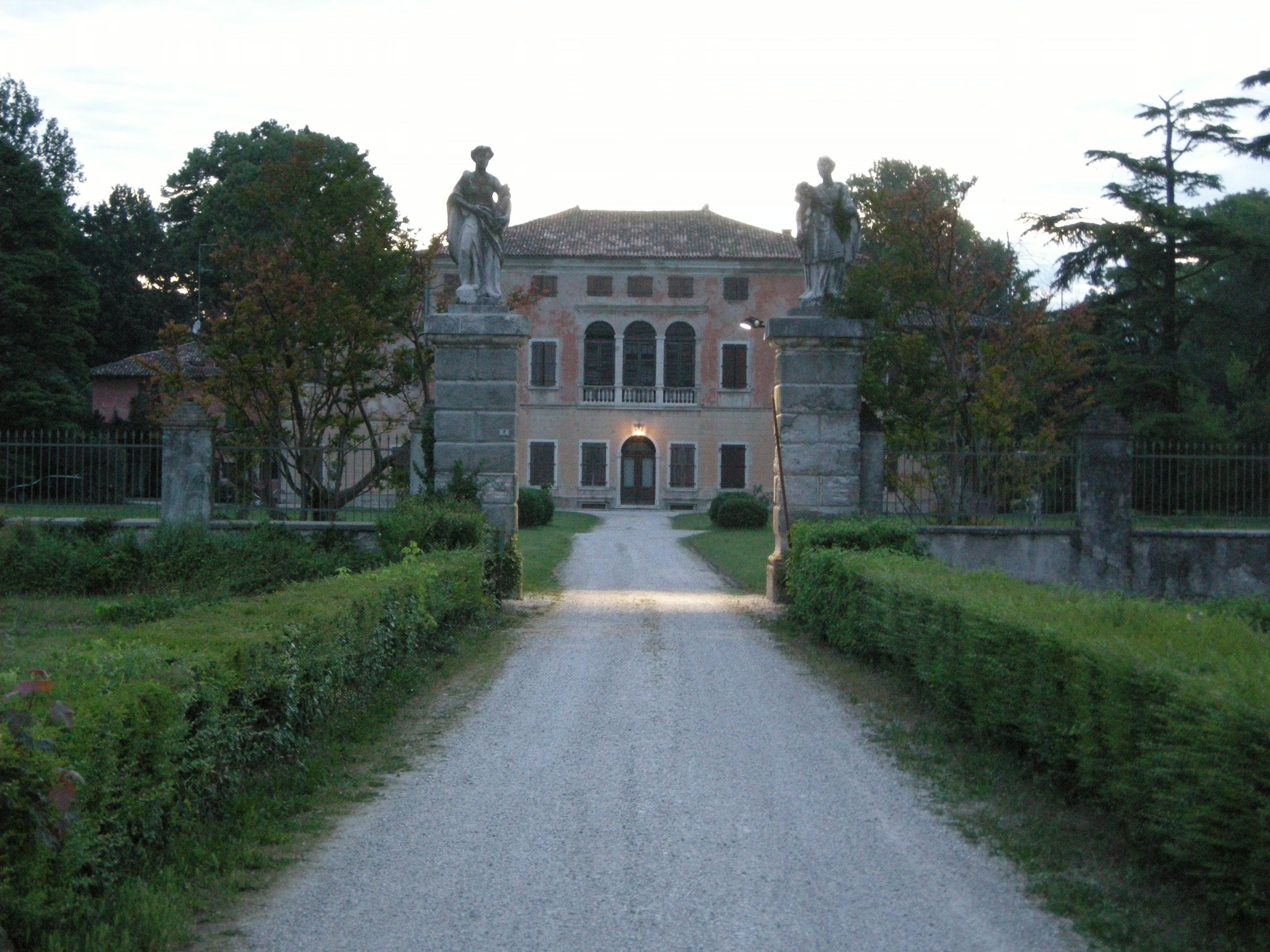
Villa Manin-Kechler in San Martino

Die Villa Manin-Kechler ist ein Landhaus aus dem 16. Jahrhundert in San Martino, einem Ortsteil von Codroipo in der italienischen Region Friaul-Julisch Venetien.

## Geschichte
Die Villa gehörte der Familie Manin aus Venedig, die sie im 16. Jahrhundert hatte erbauen lassen, einschließlich der Siedlung, die sich um das Landhaus entwickelte. Mitte des 17. Jahrhunderts wurde sie verkauft, um das außergewöhnliche Projekt der Villa Manin in Passariano auf den Weg zu bringen. Sie gelangte in die Hände der Familie Kechler, die im Laufe des 19. Jahrhunderts die westliche Barchessa (dt.: Stallung) in eine Seidenspinnerei umbauen ließ. In dieser Zeit wurde Louis Pasteur nach San Martino eingeladen, um die Auswahl der Seidenspinner zu verbessern.
Ein weiterer, illustrer Gast war Ernest Hemingway, der dort mehrere Male weilte, eingeladen vom Grafen Carlo, mit dem er früher in den angrenzenden Tälern von Caorle zur Jagd und zum Fischen ging. 1948 hatte der Schriftsteller eine romantische Beziehung mit Adriana Ivancich, einer jungen, venezianischen Adligen und Eigentümerin einer Villa in venezianischem Stil in der Gemeinde San Michele al Tagliamento, die er über Kechler kennenlernte. 1954 kehrte er nach San Martino zurück, um sich von den Folgen eines schweren Flugunfalls in Afrika zu erholen.

## Beschreibung
Der Hauptbaukörper hat die Form eines Würfels, an den seitlich zwei Barchesse angebaut sind, in denen die Stallungen untergebracht sind. Umgeben ist die Villa von einem Garten, heute in klassizistischem Stil mit Statuen entlang der Eingangsallee. Auf der Rückseite des Gebäudes öffnet sich ein weitläufiger Park.
Das Landhaus entstand im 16. Jahrhundert als Casino (dt.: kleines Haus) oder Palazzina (dt.: kleiner Palast), das lediglich als Jagdschloss diente. Der Haupteingang in der Mitte des Erdgeschosses vermittelt den Zugang zu einem großen Empfangssaal, der sich über die gesamte Tiefe des Hauses erstreckt und einen gleichartigen Ausgang auf der Rückseite in Richtung des Parks hat. Die Jagdkavaliere gelangten in den Empfangsraum im ersten Obergeschoss, wo ihre Zimmer untergebracht waren, über eine Monumentaltreppe in der Mitte des großen Erdgeschossraumes, links des Eingangs. Dort bestiegen sie ihre bereits von den Knappen hergerichteten Pferde und ritten hinaus in die freie Landschaft, um mit den Hunden zu jagen. Bei ihrer Rückkehr wiederholte sich die Szene in umgekehrter Reihenfolge: Die Kavaliere stiegen von ihren Pferden ab und begaben sich in ihre Zimmer, um sich für das abendliche Bankett im großen Saal im Erdgeschoss umzuziehen. Die Pferde wurden in ihre Stallungen in den Barchesse zurückgeführt, während die Diener und die Köche das gejagte Wild in die Küchen brachten, die neben dem großen Saal im Erdgeschoss lagen, und es für das Bankett zubereiteten. Die Schlafkammern für die Diener lagen im Dachgeschoss.
1975 wurde die Villa vom Architekten Edgardo Pinto Guerra umgebaut und restauriert und so die Aufteilung in zwei unabhängige Wohneinheiten für zwei Kleinfamilien derselben Großfamilie ermöglicht. Eine wohnt im Erdgeschoss und die andere im ersten Obergeschoss. Die Monumentaltreppe ist weiterhin vom großen Saal im Erdgeschoss aus zu sehen, wurde aber an ihrem oberen Ende geschlossen. Den Zugang zum ersten Obergeschoss vermittelt heute eine neue, schöne Treppe mit Eingang durch eine vorhandene Türe auf der rechten Seite der Rückfront des Hauptgebäudes. Restauriert wurde auch die Struktur des Gebäudes. So war der einzige Schaden, den das bekannte Erdbeben von 1976 verursachte, ein schmaler, diagonaler Riss in der Wand des Empfangssalons im Erdgeschoss.